# Wind Chill
Wind Chill (br Estrada Maldita; pt Arrepio de Morte) é um filme britano-estadunidense de horror de 2007, dirigido por Gregory Jacobs e estrelado por Emily Blunt e Ashton Holmes que interpretam dois estudantes partilhando uma carona para casa no Natal, em Delaware, quando sofrem um acidente de carro que os deixa atolados na neve. Agora, além do frio, terão de enfrentar obstáculos sobrenaturais naquele lugar que foi palco de terríveis acontecimentos na década de 1950. O filme foi produzido pela empresa britânica Blueprint Pictures e a Section Eight Productions, de George Clooney e Steven Soderbergh, apoiou financeiramente o projeto. O filme estreou em distribuição limitada em abril de 2007 nos EUA, foi lançado no Reino Unido e na Irlanda em agosto de 2007, mas foi diretamente para DVD na maioria dos outros mercados. 

## Sinopse
Uma aluna ("a garota") de uma universidade da Pensilvânia usa o painel de compartilhamento de viagens do campus para encontrar uma carona para casa em Wilmington, Delaware, no Natal. Ela se junta a um estudante do sexo masculino ("o garoto"), que está voltando para casa em Wilmington. Seu carro mais velho está em más condições, com o porta-malas cheio de seus pertences quando ele é expulso de seu apartamento. Logo se torna aparente que ela é arrogante e anti-social. Ele parece saber bastante sobre ela, afirmando que eles têm uma aula juntos, embora ela nunca o tenha notado.
Eles param em um posto de gasolina isolado, pois a garota quer ir ao banheiro. Como a garota acabou de aplicar sua pedicure, o garoto se oferece para levá-la à loja. Enquanto está no banheiro, a garota está trancada e ouve o garoto e o recepcionista falando sobre como a ouvem batendo na porta. Depois que a garota consegue destrancar a porta do banheiro, ela o repreende com raiva por não ajudá-la. Tanto o rapaz como o funcionário ficam perplexos com o discurso da menina. A garota simplesmente descarta as respostas e pede que o rapaz saia. Antes de partirem, a garota ouve o garoto pedindo instruções ao funcionário, embora ele tenha afirmado ter percorrido o caminho várias vezes. Partindo, ele logo sai da estrada principal pela Rota 606, uma estrada solitária coberta de neve através de uma ravina arborizada que, segundo ele, é um atalho.
Quando a noite cai, os faróis se aproximam no meio da estrada. O motorista que se aproxima não diminui a velocidade, fazendo com que o garoto desvie, meio enterrando o carro em uma neve. O garoto observa que o carro que seguia, que não parou, não deixou marcas de pneu na neve. Enquanto o garoto volta para o posto de gasolina, a garota vê uma figura sombria cambalear passando pelo carro. Ela chama, mas isso a ignora. O garoto volta, dizendo que o posto de gasolina está fechado, mas ela não acha que ele tenha se demorado o suficiente. Encolhido no carro, o garoto revela que a estava observando há algum tempo. Como ele não tinha "uma fala ou um jogo", e mesmo morando a dez minutos do campus, quando viu uma chance de deixá-la sozinha por 6 horas ininterruptas depois que a viu mandando mensagens de texto sobre o passeio compartilhado nas aulas, ele a pegou.
No carro, eles notam várias figuras vestidas de preto passando pelo carro e chamando atrás deles, mas eles não param. Seus rostos são brancos e parecem mortos. O garoto os segue subindo a ladeira até um prédio em ruínas, onde eles desaparecem. Ele encontra cadáveres congelados meio enterrados na neve e também um jornal. Enquanto isso, a garota vê a figura solitária novamente e quando a toca, queimando a mão, ela se vira para revelar um cadáver inchado.
Eles acham que a ajuda chegou quando um policial da Polícia do Estado da Pensilvânia bate em sua janela. Ele não parece entender a situação deles, optando por acreditar que eles estavam "estacionando". Ele leva a garota para a traseira do seu carro de patrulha, que claramente não é um veículo moderno. Quando ele a empurra violentamente para dentro do carro, o garoto bate no policial com uma ferramenta de pneu. Eles acordam, pensando que tudo foi um sonho, ao descobrir que o garoto está com o ferro de pneu congelado nas mãos congeladas. A garota percebe que ele ficou gravemente ferido no acidente ao ver uma garrafa de xixi com sangue no banco de trás. Ela começa a questionar o garoto e ele admite que percebeu que estava no caminho para o posto de gasolina. Ele ainda admite que não chegou ao posto de gasolina porque começou a cuspir sangue. O jornal do prédio em ruínas é datado de 23 de dezembro de 1953, falando de um acidente em que um jovem casal e um policial foram mortos quando seus carros colidiram com um barranco nesta estrada. Os padres aposentados de uma casa próxima deram a eles os últimos ritos. Eles percebem que o policial é um fantasma, as figuras vestidas de preto são os padres mortos e o carro veloz que os levou a desviar foi dirigido pelo policial fantasmagórico.
O policial continua reaparecendo, sempre anunciado por "Rockin' Around the Christmas Tree" de Brenda Lee no rádio do carro. A garota entra e sai da consciência, tornando-se em seus sonhos as muitas outras pessoas que o policial matou. Ela propõe uma ideia para o garoto usar o telefone dele, de sua mala de pertences, para pedir ajuda da caixa de junção em um poste de telefone próximo. O garoto parece resistente porque está preocupado com a segurança dela e eles concordaram com um sistema de alerta: quando a música aparecer no rádio, ele tocará a buzina e ela retornará. Antes que ela vá embora, ele diz: "Você sabe o que eu farei diferente? ... Da próxima vez, vou até você depois da aula e digo oi". Ela sorri e responde: "Você deveria, definitivamente fazer isso". Eles se beijam antes que ele grite "Espere....", como a garota o tranquiliza: "Eu já volto" e ela sai. Ela subiu no poste, conecta o telefone e chega ao 911, mas não tem certeza de que eles possam ouvi-la. Voltando ao carro, ela descobre que o garoto morreu. Ela grita "Você sabia que eu estava voltando", como ela o abraçou pela última vez, quando uma figura negra é vista passando pelo carro. A garota então leva o garoto para fora do carro e o deixa ao longo de uma estrada.
De longe, a garota vê faróis se aproximando. Pensando que é o mesmo carro (dirigido pelo policial fantasmagórico), ela tenta apressadamente abrir a porta do carro com defeito, mas sem sucesso. Acontece que um motorista de limpa-neves veio em resposta ao incidente relatado pela garota (ou seja, a ligação para o 911 passou). A garota dá um suspiro de alívio quando o motorista do limpa-neves coloca o corpo do garoto nas costas e a chama para entrar no veículo. Enquanto dirigia, ele diz à garota que, no início dos anos 50, um policial corrupto assassinou pessoas nesse trecho de estrada e seus corpos nunca foram encontrados. Em 1953, ele dirigiu um jovem casal para fora da estrada, mas perdeu o controle e também morreu no barranco. Frequentemente, nessa época do ano, mais pessoas morrem nessa estrada. Em 1961, os padres foram encontrados congelados até a morte em suas camas.
O motorista vê faróis e acredita que mais ajuda chegou. Em vez disso, o policial fantasmagórico os tira da estrada, fazendo com que o motorista desvie para evitá-lo. A garota sabia o que ia acontecer e se prepara para afivelar o cinto de segurança. É verdade que o desvio faz com que o caminhão de limpa-neves caia. Apesar disso, o caminhão não está preso; mas, apesar dos apelos da menina, o motorista sai para ajudar o policial fantasmagórico sem saber com quem está lidando. A garota o segue e os dois veem os dois carros em chamas de 1953 no barranco. Eles veem os padres caminharem até o policial preso, mas, em vez de ajudá-lo, puxam o microfone do rádio da polícia, deixando-o queimar até a morte. Seu corpo queimado rasteja e toca o motorista, que instantaneamente congela até a morte. Ela corre em direção ao caminhão e tenta dar partida no caminhão, mas o policial fantasmagórico reaparece. O fantasma do garoto aparece e bate nele com uma barra de ferro, salvando-a.
Ao amanhecer, ela se sacode e percebe que está de volta ao carro, com o corpo do garoto ao lado dela e não há sinal do caminhão. Ela grita em desespero, mas momentos depois o fantasma do garoto aparece e a leva até a colina, enquanto ele diz: "Eu teria lhe contado tudo eventualmente ... Tudo ficará bem, será apenas uma história engraçada e doce que temos" referenciando de volta à conversa que tiveram enquanto ele confessava o motivo de levar a garota de volta a Delaware. O garoto leva a garota pela casa dos padres em ruínas e até o posto de gasolina, onde ele desaparece. A garota se vê de volta ao posto de gasolina.
Cena final - caminhões de bombeiros, ambulância, carros da polícia e a garota estão de volta à rota 606. Os médicos legistas estão carregando o corpo do garoto na van, enquanto a garota enrolada em um cobertor vigiava a ambulância. Um paramédico está cuidando de seus ferimentos nas mãos. Ela pega o telefone, olhando para uma foto do garoto que ela tirou mais cedo depois que ele ficou com raiva (porque ela reclamou por telefone sobre seu tédio e a longa jornada pela frente). Lágrimas começaram a se formar em seus olhos - a tela fica preta.

## Elenco
Nota: Os personagens que aparecem neste filme, exceto Lois, nunca são nomeados.
- Emily Blunt como garota
- Ashton Holmes como garoto
- Martin Donovan como patrulheiro da estrada
- Chelan Simmons como garota loira
- Ned Bellamy como motorista

## Locações

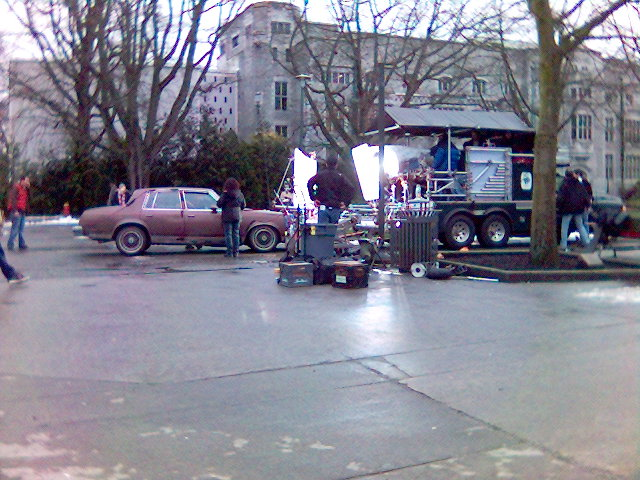
Wind Chill sendo filmado na Universidade da Colúmbia Britânica, perto de Vancouver.

As cenas da faculdade no filme foram filmadas na Universidade da Colúmbia Britânica, perto de Vancouver, Colúmbia Britânica, Canadá. As cenas ao ar livre do filme foram filmadas perto de Peachland, Colúmbia Britânica, em fevereiro e março de 2006.

## Mídia doméstica
O DVD foi lançado em 5 de maio de 2008 em um conjunto de 2 discos. No Reino Unido, estava disponível com capa holográfica especial.

## Recepção
O filme recebeu críticas mistas. O Rotten Tomatoes deu 46%. Metacritic classifica-o em 52%. O TV Guide deu ao filme duas estrelas em cinco. A BBC também deu duas estrelas em cinco.